# Jaraíz de la Vera
Jaraíz de la Vera è un comune spagnolo di 6 727 abitanti (2012) situato nella comunità autonoma dell'Estremadura.